# Championnat de France de rugby à XV 2006-2007
Navigation
Top 14 2005-2006 Top 14 2007-2008
Le championnat de France de rugby à XV 2006-2007 ou Top 14 2006-2007 est la 108e édition de la compétition. Disputée entre quatorze clubs, elle débute le 18 août 2006 pour se terminer par une finale au Stade de France le 9 juin 2007. Après une phase de classement par matchs aller et retour, mettant aux prises toutes les équipes, les quatre premières équipes sont qualifiées pour les demi-finales et les deux dernières équipes sont rétrogradées en Pro D2.
L'US Montauban et le SC Albi ont rejoint le Top 14 à l'issue de la saison 2005-2006. Le calendrier 2006-2007 des matchs du Top 14 est arrêté en juillet 2006 après accord sur la mise à disposition des internationaux en vue de la Coupe du monde 2007. Le championnat est interrompu entre le 27 janvier et le 23 mars afin de permettre aux joueurs internationaux de disputer le Tournoi des Six Nations sans que leurs clubs soient lésés.
Le titre de champion de France est remporté par le Stade français qui bat l'ASM Clermont Auvergne en finale. À l'issue de la phase régulière, le SU Agen et le RC Narbonne sont relégués en Pro D2. L'USA Perpignan et le CS Bourgoin-Jallieu disputent la Coupe d'Europe pour la saison 2007-2008 avec les quatre premiers du championnat : le Stade français, le Stade toulousain, l'ASM Clermont et le Biarritz olympique.

## Liste des équipes en compétition
Le Montauban TGXV et le SC Albi ont été promus dans le Top 14 à l'issue de la saison de Pro D2 2005-06, tandis que la Section paloise et le RC Toulon sont relégués. La compétition oppose pour la saison 2006-2007 les quatorze meilleures équipes françaises de rugby à XV :
| \| SU Agen SC Albi Aviron bayonnais Biarritz olympique CS Bourgoin-Jallieu CA Brive Castres · olympique ASM Clermont Montauban TGXV Montpellier RC RC Narbonne Stade français Paris USA Perpignan Stade · toulousain \| Localisation des clubs engagés en championnat. |
| SU Agen SC Albi Aviron bayonnais Biarritz olympique CS Bourgoin-Jallieu CA Brive Castres · olympique ASM Clermont Montauban TGXV Montpellier RC RC Narbonne Stade français Paris USA Perpignan Stade · toulousain                                                      |

## Classements

### Classement final de la phase régulière
| Rang | Club                   | J  | V  | N | D  | Bo | Bd | Pm  | Pe  | Diff | Pts |
| ---- | ---------------------- | -- | -- | - | -- | -- | -- | --- | --- | ---- | --- |
| 1    | Stade français Paris   | 26 | 19 | 1 | 6  | 6  | 3  | 667 | 433 | +234 | 87  |
| 2    | Stade toulousain       | 26 | 18 | 2 | 6  | 7  | 3  | 643 | 424 | +219 | 86  |
| 3    | ASM Clermont           | 26 | 18 | 0 | 8  | 8  | 4  | 772 | 454 | +318 | 84  |
| 4    | Biarritz olympique (T) | 26 | 16 | 1 | 9  | 5  | 5  | 549 | 385 | +164 | 76  |
| 5    | USA Perpignan          | 26 | 16 | 1 | 9  | 5  | 4  | 493 | 398 | +95  | 75  |
| 6    | CS Bourgoin-Jallieu    | 26 | 11 | 1 | 14 | 5  | 7  | 543 | 484 | +59  | 58  |
| 7    | US Montauban (P)       | 26 | 10 | 2 | 14 | 1  | 9  | 475 | 493 | -18  | 54  |
| 8    | Aviron bayonnais       | 26 | 11 | 1 | 14 | 3  | 2  | 452 | 647 | -195 | 51  |
| 9    | CA Brive               | 26 | 10 | 1 | 15 | 1  | 7  | 419 | 516 | -97  | 50  |
| 10   | SC Albi (P)            | 26 | 11 | 1 | 14 | 1  | 3  | 333 | 512 | -179 | 50  |
| 11   | Castres olympique      | 26 | 9  | 1 | 16 | 3  | 8  | 531 | 576 | -45  | 49  |
| 12   | Montpellier HR         | 26 | 9  | 1 | 16 | 3  | 7  | 442 | 596 | -154 | 48  |
| 13   | SU Agen                | 26 | 9  | 1 | 16 | 1  | 5  | 382 | 520 | -138 | 44  |
| 14   | RC Narbonne            | 26 | 8  | 0 | 18 | 2  | 5  | 521 | 784 | -263 | 39  |

|  | Qualifiés pour la phase finale et la Coupe d'Europe 2007-2008 (#1, #2, #3, #4). |
|  | Qualifiés pour la Coupe d'Europe 2007-2008 (#5, #6). |
|  | Relégués en Pro D2 pour la saison 2007-2008 (#13 et #14). |
|  | T : Tenant du titre 2006 • P : Promus 2006 V : Victoires • N : Matches Nuls • D : Défaites • BO : Bonus Offensif • BD : Bonus Défensif • PP : Points Pour (marqués) • PC : Points Contre (encaissés) • Diff : Différence de points |

À noter que le Stade français est resté en tête du classement de la première à la dernière journée de la phase régulière.

### Phase finale
|  | Demi-finales             | Demi-finales             |                          |    | Finale                    | Finale                    |
|  | Demi-finales             | Demi-finales             |                          |    | Finale                    | Finale                    |
|  |                          |                          |                          |    |                           |                           |
|  | 1er juin 2007 à Bordeaux | 1er juin 2007 à Bordeaux |                          |    | 9 juin 2007 à Saint-Denis | 9 juin 2007 à Saint-Denis |
|  | 1er juin 2007 à Bordeaux | 1er juin 2007 à Bordeaux |                          |    | 9 juin 2007 à Saint-Denis | 9 juin 2007 à Saint-Denis |
|  | [1] Stade français Paris | 18                       |                          |    | 9 juin 2007 à Saint-Denis | 9 juin 2007 à Saint-Denis |
|  | [1] Stade français Paris | 18                       |                          |    | 9 juin 2007 à Saint-Denis | 9 juin 2007 à Saint-Denis |
|  | [4] Biarritz olympique   | 6                        |                          |    | 9 juin 2007 à Saint-Denis | 9 juin 2007 à Saint-Denis |
|  | [4] Biarritz olympique   | 6                        | [1] Stade français Paris | 23 |                           |                           |
|  | 2 juin 2007 à Marseille  |                          | [1] Stade français Paris | 23 |                           |                           |
|  |                          | [3] ASM Clermont         | 18                       |    |                           |                           |
|  | [3] ASM Clermont         | [3] ASM Clermont         | 18                       | 20 |                           |                           |
|  | [3] ASM Clermont         |                          |                          | 20 |                           |                           |
|  | [2] Stade toulousain     | 15                       |                          |    |                           |                           |
|  | [2] Stade toulousain     | 15                       |                          |    |                           |                           |

### Meilleurs réalisateurs
| Rang | Joueur           | Club                 | Points |
| 1    | Brock James      | ASM Clermont         | 352    |
| 2    | Cédric Rosalen   | RC Narbonne          | 278    |
| 3    | Romain Teulet    | Castres olympique    | 271    |
| 4    | Benjamin Boyet   | CS Bourgoin-Jallieu  | 253    |
| 5    | David Skrela     | Stade français Paris | 214    |
| 6    | Sébastien Fauqué | US Montauban         | 198    |

### Meilleurs marqueurs d’essais
| Rang | Joueur            | Club               | Essais marqués |
| 1    | Aurélien Rougerie | ASM Clermont       | 13             |
| 2    | Julien Candelon   | RC Narbonne        | 12             |
| 3    | Cédric Heymans    | Stade toulousain   | 10             |
| -    | Philippe Bidabé   | Biarritz olympique | 9              |
| -    | Julien Malzieu    | ASM Clermont       | 9              |
| -    | Laloa Milford     | Castres olympique  | 9              |
| -    | Lei Tomiki        | RC Narbonne        | 9              |

## Résultats détaillés

### Phase régulière

#### Tableau synthétique des résultats
| Clubs                | AGE   | ALB   | BAY   | BIA   | BOU   | BRI   | CAS   | CLE   | MTB   | MPL   | NAR   | PER   | STF   | TOU   |
| SU Agen              |       | 32-3  | 16-16 | 20-18 | 18-6  | 22-16 | 20-9  | 22-18 | 13-9  | 14-9  | 19-26 | 6-13  | 5-18  | 24-16 |
| SC Albi              | 16-6  |       | 24-12 | 10-23 | 21-18 | 19-3  | 19-12 | 6-27  | 12-10 | 15-9  | 29-0  | 16-7  | 16-21 | 13-13 |
| Aviron bayonnais     | 19-15 | 15-9  |       | 11-15 | 18-11 | 29-6  | 19-12 | 24-13 | 9-20  | 25-20 | 16-8  | 9-20  | 29-27 | 9-20  |
| Biarritz olympique   | 17-7  | 20-6  | 54-0  |       | 12-6  | 15-6  | 32-17 | 29-24 | 9-9   | 44-11 | 42-14 | 25-10 | 22-13 | 16-21 |
| CS Bourgoin-Jallieu  | 31-18 | 36-11 | 39-10 | 9-0   |       | 42-17 | 32-19 | 22-28 | 35-22 | 25-3  | 44-11 | 22-3  | 19-19 | 20-21 |
| CA Brive             | 19-13 | 6-3   | 6-9   | 14-21 | 28-3  |       | 22-15 | 28-22 | 11-16 | 25-16 | 23-21 | 22-22 | 6-21  | 9-24  |
| Castres olympique    | 31-26 | 16-19 | 39-15 | 12-16 | 18-16 | 17-15 |       | 13-9  | 25-13 | 51-13 | 62-14 | 19-13 | 16-26 | 19-35 |
| ASM Clermont         | 20-3  | 70-6  | 61-24 | 25-17 | 40-9  | 44-3  | 30-23 |       | 27-16 | 55-7  | 43-0  | 25-12 | 29-17 | 46-9  |
| US Montauban         | 22-12 | 15-19 | 17-18 | 19-13 | 26-17 | 21-20 | 15-15 | 19-21 |       | 13-12 | 41-20 | 12-29 | 15-9  | 19-24 |
| Montpellier RC       | 26-7  | 23-14 | 39-17 | 39-29 | 19-7  | 12-17 | 20-17 | 18-31 | 19-17 |       | 33-10 | 12-15 | 25-13 | 9-9   |
| RC Narbonne          | 33-18 | 50-12 | 25-12 | 25-18 | 20-23 | 21-42 | 39-17 | 26-29 | 37-33 | 32-9  |       | 15-19 | 24-33 | 10-41 |
| USA Perpignan        | 31-18 | 20-3  | 36-30 | 15-23 | 16-9  | 24-13 | 20-16 | 32-15 | 13-18 | 14-9  | 45-6  |       | 11-10 | 30-17 |
| Stade français Paris | 31-8  | 25-12 | 48-29 | 22-16 | 41-27 | 18-13 | 43-18 | 45-13 | 24-17 | 52-20 | 41-0  | 12-11 |       | 22-20 |
| Stade toulousain     | 47-0  | 23-0  | 47-28 | 20-3  | 25-15 | 26-29 | 35-3  | 24-7  | 30-21 | 28-10 | 40-34 | 16-12 | 12-16 |       |

|  | Victoire à domicile |  | Match nul |  | Défaite à domicile |

#### Détail des résultats
| 1re journée - Vendredi 18 août Biarritz - Clermont : 29-24 - Samedi 19 août Agen - Bourgoin : 18-6 Brive - Toulouse : 9-24 Albi - Bayonne : 24-12 Montauban - Narbonne : 41-20 Perpignan - Castres : 20-16 St. Français - Montpellier : 52-20 | 2e journée - Vendredi 25 août Montpellier - Agen : 26-7 Castres - St. Français : 16-26 - Samedi 26 août Bourgoin - Brive : 42-17 Toulouse - Albi : 23-0 Bayonne - Montauban : 9-20 Narbonne - Biarritz : 25-18 Clermont - Perpignan 25-12 |

| 3e journée - Mercredi 30 août Albi - Bourgoin : 21-18 Biarritz - Bayonne : 54-0 Agen - Brive : 22-16 St. Français – Clermont : 45-13 Montpellier – Castres : 20-17 Perpignan – Narbonne : 45-6 Montauban – Toulouse : 19-24 | 4e journée - Dimanche 3 septembre Narbonne - St. Français : 24-33 Bourgoin – Montauban : 35-22 Bayonne - Perpignan : 9-20 Clermont – Montpellier : 55-7 Castres – Agen :31-26 Brive – Albi : 6-3 Toulouse - Biarritz : 20-3 |

| 5e journée - Vendredi 8 septembre Biarritz - Bourgoin : 12-6 - Samedi 9 septembre USAP - Toulouse : 30-17 Agen - Albi : 32-3 Castres - Clermont : 13-9 Montauban - Brive : 21-20 Montpellier - Narbonne : 33-10 St. Français - Bayonne : 48-29 | 6e journée - Vendredi 15 septembre Bourgoin - USAP 22-3 - Samedi 16 septembre Toulouse - St. Français : 12-16 Narbonne - Castres : 39-17 Clermont - Agen : 20-3 Bayonne - Montpellier : 25-20 Albi - Montauban : 12-10 Brive - Biarritz : 14-21 |

| 7e journée - Vendredi 22 septembre Montpellier - Toulouse : 9-9 - Samedi 23 septembre St. Français - Bourgoin ; 41-27 USAP - Brive : 24-13 Castres - Bayonne : 39-15 Biarritz - Albi : 20-6 Clermont - Narbonne : 43-0 Agen - Montauban : 13-9 | 8e journée - Mardi 26 septembre Brive - St. Français : 6-21 Toulouse - Castres : 35-3 Narbonne - Agen : 33-18 Bourgoin - Montpellier : 25-3 Montauban - Biarritz : 19-13 Bayonne - Clermont : 24-13 Albi - USAP : 16-7 |

| 9e journée - Samedi 30 septembre Agen - Biarritz : 20-18 USAP - Montauban : 13-18 Narbonne - Bayonne : 25-12 Castres - Bourgoin : 18-16 St. Français - Albi : 25-12 Montpellier - Brive : 12-17 Clermont - Toulouse : 46-9 | 10e journée - Vendredi 6 octobre Montauban - St. Français : 15-9 - Samedi 7 octobre 2006 Biarritz - USAP : 25-10 Toulouse - Narbonne : 40-34 Bayonne - Agen : 19-15 Brive -Castres : 22-15 Albi - Montpellier : 15-9 Bourgoin - Clermont : 22-28 |

| 11e journée - Vendredi 13 octobre Agen - USAP : 6-13 - Samedi 14 octobre Narbonne - Bourgoin : 20-23 Castres - Albi : 16-19 St. Français - Biarritz : 22-16 Clermont - Brive : 44-3 Bayonne - Toulouse : 9-20 Montpellier - Montauban : 19-17 | 12e journée - Vendredi 3 novembre Albi - Clermont : 6-27 - Samedi 4 novembre USAP – St. Français : 11-10 Brive - Narbonne : 23-21 Biarritz - Montpellier : 44-11 Bourgoin - Bayonne : 39-10 Montauban - Castres : 15-15 Agen – St. Toulousain : 24-16 |

| 13e journée - Vendredi 10 novembre St. Toulousain - Bourgoin : 25-15 - Samedi 11 novembre St. Français - Agen : 31-8 Bayonne - Brive : 29-6 Narbonne - Albi : 50-12 Montpellier - USAP : 12-15 Castres - Biarritz : 12-16 Clermont - Montauban : 27-16 | 14e journée - Vendredi 17 novembre Montpellier - St. Français : 25-13 - Samedi 18 novembre Clermont - Biarritz : 25-17 St. Toulousain - Brive : 26-29 Bayonne - Albi : 15-9 Narbonne - Montauban : 37-33 Bourgoin - Agen : 31-18 Castres - USAP : 19-13 |

| 15e journée - Vendredi 24 novembre St. Français - Castres : 43-18 Albi - Toulouse : 13-13 - Samedi 25 novembre Brive - Bourgoin : 28-3 Montauban - Bayonne : 17-18 Biarritz - Narbonne : 42-14 Agen - Montpellier : 14-9 Perpignan - Clermont : 32-15 | 16e journée - Vendredi 1er décembre Bayonne – Biarritz : 11-15 - Samedi 2 décembre Clermont – St. Français : 29-17 St. Toulousain – Montauban : 30-21 Brive – Agen : 19-13 Castres – Montpellier : 51-13 Bourgoin – Albi : 36-11 Narbonne - USAP : 15-19 |

| 17e journée - Vendredi 22 décembre Agen - Castres : 20-9 - Samedi 23 décembre USAP - Bayonne : 36-30 Albi - Brive : 19-3 Montpellier - Clermont : 18-31 Stade français - Narbonne : 41-0 Biarritz - Stade toulousain : 16-21 Montauban - Bourgoin : 26-17 | 18e journée - Vendredi 5 janvier Bourgoin - Biarritz : 9-0 - Samedi 6 janvier Toulouse - Perpignan : 16-12 Narbonne - Montpellier : 32-9 Clermont - Castres : 30-23 Brive - Montauban : 11-16 Albi - Agen : 16-6 Bayonne - Stade Français : 29-27 |

| 19e journée - Vendredi 26 janvier Montpellier - Bayonne: 39-17 - Samedi 27 janvier Montauban - Albi: 15-19 Agen - Clermont: 22-18 Castres - Narbonne: 62-14 Biarritz - Brive: 15-6 USAP - Bourgoin: 16-9 St. français - St. toulousain: 22-20 | 20e journée - Vendredi 23 mars Albi - Biarritz : 10-23 - Samedi 24 mars Bourgoin - Stade français : 19-19 Stade toulousain - Montpellier : 28-10 Brive - USAP : 22-22 Montauban - Agen : 22-12 Bayonne - Castres : 19-12 Narbonne - Clermont : 26-29 |

| 21e journée - Vendredi 6 avril Montpellier - Bourgoin: 19-7 - Samedi 7 avril Castres - Stade toulousain : 19-35 Agen - Narbonne : 19-26 Clermont - Bayonne : 61-24 Stade français - Brive : 18-13 USAP - Albi : 20-3 Biarritz - Montauban : 9-9 | 22e journée - Vendredi 13 avril Biarritz - Agen 17-7 - Samedi 14 avril Bourgoin - Castres 32-19 Bayonne - Narbonne 16-8 Albi - Stade français 16-21 Montauban - USAP 12-29 Brive - Montpellier : 25-16 - Dimanche 15 avril Stade toulousain - Clermont 24-7 |

| 23e journée - Vendredi 27 avril Narbonne - Stade toulousain: 10-41 - Samedi 28 avril Agen - Bayonne: 16-16 Stade français - Montauban: 24-17 Montpellier - Albi: 23-14 USAP - Biarritz: 15-23 Castres - Brive: 17-15 Clermont - Bourgoin: 45-9 | 24e journée - Vendredi 4 mai USAP - Agen : 31-18 - Samedi 5 mai Biarritz - Stade français : 22-13 Bourgoin - Narbonne : 44-11 Albi - Castres : 19-12 Montauban - Montpellier : 13-12 Stade toulousain - Bayonne : 47-28 Brive - Clermont : 28-22 |

| 25e journée - Vendredi 11 mai Stade toulousain -Agen : 47-0 - Samedi 12 mai Bayonne - Bourgoin : 18-11 Castres - Montauban : 25-13 Clermont - Albi : 70-6 Narbonne - Brive : 21-42 Montpellier - Biarritz : 39-29 - Dimanche 13 mai Stade français - USAP : 12-11 | 26e journée - Samedi 26 mai Bourgoin - Stade toulousain : 20-21 Brive - Bayonne : 6-9 Agen - Stade français : 5-18 Montauban - Clermont : 19-21 Albi - Narbonne : 29-0 USAP - Montpellier : 14-9 Biarritz - Castres : 32-17 |

### Demi-finales

#### Tableau des résultats
| Date          | Stade                        | Équipe 1             | Équipe 2           | Résultat | Points marqués |
| ------------- | ---------------------------- | -------------------- | ------------------ | -------- | --- |
| 1er juin 2007 | Stade Chaban-Delmas Bordeaux | Stade français Paris | Biarritz olympique | 18 - 6   | Stade français 2 essais de Samo (56e) et Liebenberg (74e), 1 transformation de Hernandez (75e), 2 pénalités de Skrela (32e, 42e) BO 2 pénalités de Yachvili (26e, 35e)                                                          |
| 2 juin 2007   | Stade Vélodrome Marseille    | Stade toulousain     | ASM Clermont       | 15-20    | Stade toulousain 4 pénalités de Elissalde (11e, 25e, 40e, 50e), 1 drop de Dubois (18e) ASM 2 essais de Marsh (14e) et Rougerie (54e), 2 transformations de James (14e, 54e), 1 pénalité de James (63e) et 1 drop de James (78e) |

#### Composition des équipes
- Stade français

Titulaires : Nicolas Jeanjean, Julien Arias, Mirco Bergamasco, David Skrela, Christophe Dominici, (o) Juan Martín Hernández, (m) Agustín Pichot, Rémy Martin, Antoine Burban, Pierre Rabadan (cap), Mike James, Arnaud Marchois, Pedro Ledesma, Mathieu Blin, Rodrigo Roncero
Remplaçants : Radike Samo, Benjamin Kayser, Jérôme Fillol, Mauro Bergamasco, David Auradou, Brian Liebenberg, Damien Weber
- Biarritz olympique

Titulaires : Nicolas Brusque, Philippe Bidabé, Romain Cabannes, Martín Gaitán, Sireli Bobo, (o) Marcelo Bosch, (m) Dimitri Yachvili, Serge Betsen, Thomas Lièvremont (cap), Imanol Harinordoquy, David Couzinet, Jérôme Thion, Petru Bălan, Benoît August, Denis Avril
Remplaçants : Benjamin Noirot, Julien Peyrelongue, Julien Dupuy, Santiago Dellapè, Manuel Carizza, Jean-Baptiste Gobelet, Benoît Lecouls
- Stade toulousain

Titulaires : Daan Human, Yannick Bru, Jean-Baptiste Poux, Fabien Pelous, Patricio Albacete, Jean Bouilhou, Thierry Dusautoir, Finau Maka, Jean-Baptiste Élissalde, Jean-Frédéric Dubois, Cédric Heymans, Florian Fritz, Yannick Jauzion, Vincent Clerc, Clément Poitrenaud
Remplaçants : Grégory Lamboley, Salvatore Perugini, Maleli Kunavore, Virgile Lacombe, Frédéric Michalak, Yannick Nyanga
- ASM

Titulaires : Laurent Emmanuelli, Mario Ledesma, Martín Scelzo, Jamie Cudmore, Thibaut Privat, Sam Broomhall, Alexandre Audebert, Elvis Vermeulen, Pierre Mignoni, Brock James, Julien Malzieu, Tony Marsh, Gonzalo Canale, Aurélien Rougerie, Anthony Floch
Remplaçants : Loïc Jacquet, Davit Zirakashvili, Brice Miguel, Gonzalo Longo

### Finale
| Équipes        | Stade français Paris - ASM Clermont |
| Score          | 23-18 (0-9) |
| Date           | 9 juin 2007 |
| Stade          | Stade de France 79 654 spectateurs |
| Arbitre        | Franck Maciello |
| Les équipes    | |

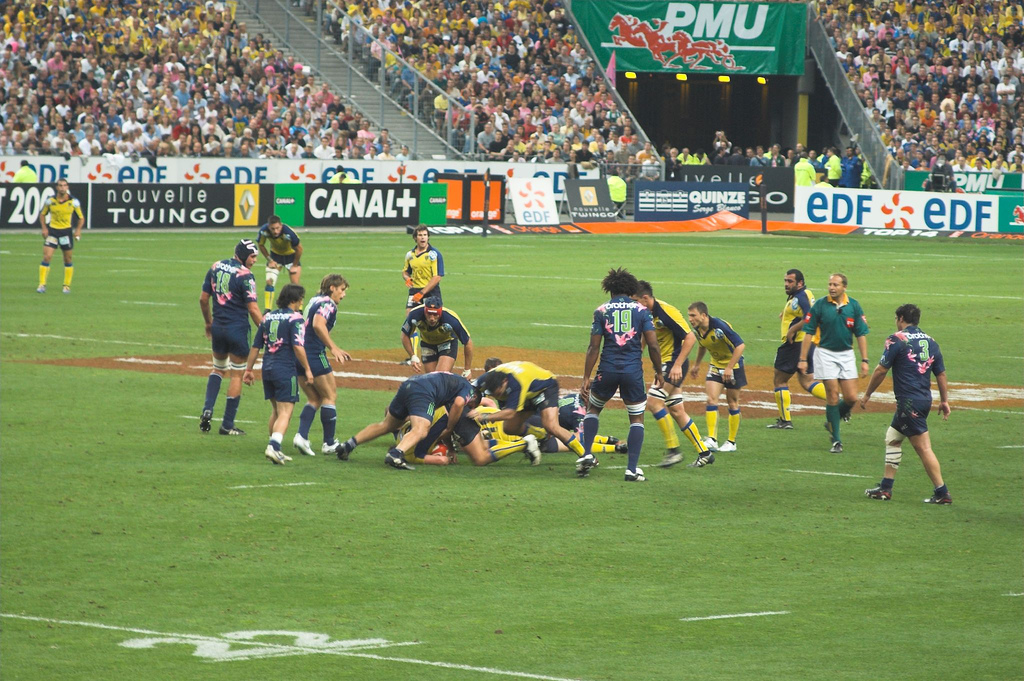
Finale du Top 14 2007: ASM en jaune et Stade français en bleu

| Stade français | Titulaires : 15 Nicolas Jeanjean, 14 Julien Arias, 13 Stéphane Glas, 12 David Skrela, 11 Christophe Dominici, 10 Juan Martín Hernández, 9 Agustín Pichot, 8 Pierre Rabadan, 7 Rémy Martin, 6 Mauro Bergamasco, 5 Mike James, 4 Arnaud Marchois, 3 Pedro Ledesma, 2 Benjamin Kayser, 1 Rodrigo Roncero Remplaçants : 16 Damien Weber, 17 Dimitri Szarzewski, 18 David Auradou, 19 Radike Samo, 20 Sergio Parisse, 21 Jérôme Fillol, 22 Brian Liebenberg. |
| ASM Clermont   | Titulaires : 15 Anthony Floch, 14 Aurélien Rougerie, 13 Gonzalo Canale, 12 Tony Marsh, 11 Julien Malzieu, 10 Brock James, 9 Pierre Mignoni, 8 Elvis Vermeulen, 7 Alexandre Audebert, 6 Sam Broomhall, 5 Thibaut Privat, 4 Jamie Cudmore, 3 Martín Scelzo, 2 Mario Ledesma, 1 Laurent Emmanuelli Remplaçants : Loïc Jacquet, Davit Zirakashvili, Brice Miguel, Gonzalo Longo, Seremaia Bai, Alessandro Troncon, Grant Esterhuizen                        |
| Points marqués | |
| Stade français | 2 essais de Pichot (68e) et Samo (77e), 2 transformations de Hernandez (68e, 78e), 3 pénalités de Hernandez (49e, 51e, 63e) |
| ASM Clermont   | 5 pénalités de James (20e, 34e, 41e, 59e, 74e), 1 drop de Floch (37e) |

Après avoir longtemps dominé la rencontre, l'ASM est dépassée au score en fin de match à la suite de deux essais marqués par le Stade français pendant les douze dernières minutes. L'ASM échoue pour la 8e fois en finale, alors que le Stade français remporte un nouveau titre après ceux de 1998, 2000, 2003 et 2004.

### Bilan 1995-2007
| Place | Club                  | Nombre de saisons | Points |
| ----- | --------------------- | ----------------- | ------ |
| 1     | Stade toulousain      | 13                | 749    |
| 2     | USA Perpignan         | 13                | 682    |
| 3     | CS Bourgoin-Jallieu   | 13                | 642    |
| 4     | Biarritz olympique    | 12                | 638    |
| 5     | SU Agen               | 13                | 611    |
| 6     | ASM Clermont          | 13                | 606    |
| 7     | Castres olympique     | 13                | 599    |
| 8     | Stade français        | 10                | 587    |
| 9     | RC Narbonne           | 13                | 509    |
| 10    | CA Brive              | 11                | 497    |
| 11    | Section paloise       | 12                | 458    |
| 12    | FC Grenoble           | 10                | 357    |
| 13    | US Colomiers          | 10                | 356    |
| 14    | CA Bègles             | 9                 | 341    |
| 15    | US Dax                | 8                 | 301    |
| 16    | AS Béziers            | 8                 | 267    |
| 17    | Montpellier HR        | 7                 | 264    |
| 18    | RC Toulon             | 7                 | 263    |
| 19    | Aviron bayonnais      | 5                 | 214    |
| 20    | US Montauban          | 5                 | 154    |
| 21    | Stade rochelais       | 5                 | 143    |
| 22    | FC Auch               | 4                 | 124    |
| 23    | Racing Club de France | 4                 | 116    |